# Korálový trojúhelník

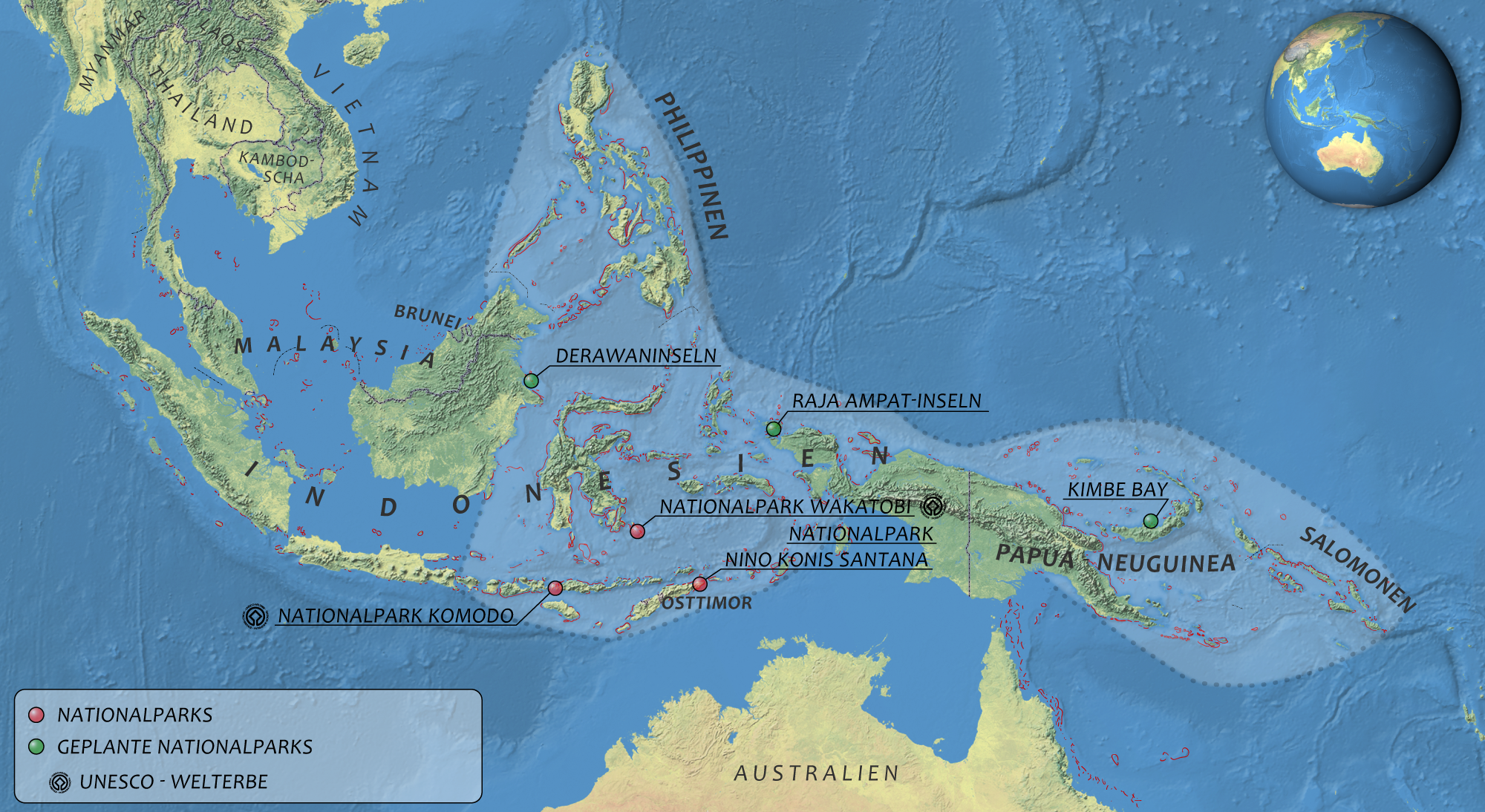
Mapa

Korálový trojúhelník je ekoregion v západní části Tichého oceánu. Jeho vrcholy tvoří ostrovy Luzon, Bali a Makira (Šalomounovy ostrovy) a má rozlohu okolo 5,7 milionu km². Díky teplé vodě a rozsáhlému kontinentálnímu šelfu jsou zde ideální podmínky pro růst pobřežních mangrovů a korálových útesů, poskytujících domov mimořádnému množství mořských živočichů. Korálový trojúhelník bývá pro svůj ekologický význam nazýván „mořská Amazonie“: žije zde šest set druhů korálů, tři tisíce druhů ryb a šest ze sedmi světových druhů mořských želv. K místní fauně patří dugong indický, žralok velrybí, tuňák pruhovaný, muréna bělooká, klaun očkatý, vějířník třásnitý, lalokoploutví, ploskozubcovití a rournatec ozdobný. Významnými chráněnými územími jsou Národní park Komodo a Národní park Wakatobi.
Hlavní nebezpečí pro zdejší ekosystém představuje globální oteplování, odlesňování ostrovů, nadměrný rybolov a přemnožená hvězdice trnová koruna, která se živí korály.
V roce 2009 byla založena Iniciativa Korálového trojúhelníku, jejímiž členy jsou Indonésie, Malajsie, Filipíny, Východní Timor, Papua Nová Guinea a Šalomounovy ostrovy. Cílem organizace je spolupracovat při ochraně biodiverzity v oblasti. Také byl 9. červen vyhlášen Dnem Korálového trojúhelníku. Odhaduje se, že na zdejších přírodních zdrojích je existenčně závislých více než sto milionů lidí.